# Penicillium griseofulvum
Penicillium griseofulvum är en svampart som beskrevs av Dierckx 1901. Penicillium griseofulvum ingår i släktet Penicillium och familjen Trichocomaceae.  Utöver nominatformen finns också underarten dipodomyicola.